# Communauté de communes Quercy-Bouriane
Die Communauté de communes Quercy-Bouriane (offizielle Schreibweise: Communauté de communes Quercy - Bouriane) ist ein französischer Gemeindeverband mit der Rechtsform einer Communauté de communes im Département Lot in der Region Okzitanien. Er wurde am 31. Dezember 1996 gegründet und umfasst derzeit 20 Gemeinden. Der Verwaltungssitz befindet sich im Ort Gourdon.

## Historische Entwicklung
Der Gemeindeverband entstand 1996. Durch Gebietsreformen kamen am 1. Januar 2013 die Gemeinden Milhac, Fajoles, Rouffilhac, Anglars-Nozac, Le Vigan und Ussel zum Gemeindeverband hinzu.

## Mitgliedsgemeinden
| Gemeinde                               | Einwohner 1. Januar 2022 | Fläche km² | Dichte Einw./km² | Code INSEE | Postleitzahl |
| -------------------------------------- | ------------------------ | ---------- | ---------------- | ---------- | ------------ |
| Anglars-Nozac                          | 397                      | 9,83       | 40               | 46006      | 46300        |
| Concorès                               | 303                      | 19,00      | 16               | 46072      | 46310        |
| Fajoles                                | 313                      | 8,98       | 35               | 46098      | 46300        |
| Gourdon                                | 4.080                    | 45,56      | 90               | 46127      | 46300        |
| Lamothe-Cassel                         | 113                      | 11,35      | 10               | 46151      | 46240        |
| Le Vigan-en-Quercy                     | 1.544                    | 34,40      | 45               | 46334      | 46300        |
| Milhac                                 | 199                      | 5,42       | 37               | 46194      | 46300        |
| Montamel                               | 91                       | 9,61       | 9                | 46196      | 46310        |
| Payrignac                              | 654                      | 21,64      | 30               | 46216      | 46300        |
| Peyrilles                              | 346                      | 28,41      | 12               | 46219      | 46310        |
| Rouffilhac                             | 196                      | 6,50       | 30               | 46241      | 46300        |
| Saint-Chamarand                        | 186                      | 13,09      | 14               | 46253      | 46310        |
| Saint-Cirq-Madelon                     | 154                      | 7,49       | 21               | 46257      | 46300        |
| Saint-Cirq-Souillaguet                 | 172                      | 8,54       | 20               | 46258      | 46300        |
| Saint-Clair                            | 141                      | 11,00      | 13               | 46259      | 46300        |
| Saint-Germain-du-Bel-Air               | 604                      | 21,47      | 28               | 46267      | 46310        |
| Saint-Projet                           | 354                      | 15,83      | 22               | 46290      | 46300        |
| Soucirac                               | 103                      | 11,31      | 9                | 46308      | 46300        |
| Ussel                                  | 96                       | 6,74       | 14               | 46323      | 46240        |
| Uzech                                  | 201                      | 12,21      | 16               | 46324      | 46310        |
| Communauté de communes Quercy-Bouriane | 10.247                   | 308,38     | 33               | –          | –            |